# Arsen Fadzajev
Arsen Fadzajev, född den 5 september 1962 i Nordossetien, är en uzbekisk brottare som tog OS-guld i lättviktsbrottning i fristilsklassen 1988 i Seoul och därefter OS-guld i samma viktklass 1992 i Barcelona.